# 李豪岩
李豪岩（1971年3月—），男，汉族。1992年8月参加工作，1992年4月入党。哈尔滨工业大学管理学院企业管理专业在职研究生毕业。
曾任哈尔滨飞机制造公司设计员，车间副主任，公司团委副书记，书记，共青团中央青工部企业处副处长（挂职），哈飞公司党委宣传部副部长。2002年11月，任共青团黑龙江省委副书记。2011年5月，任共青团黑龙江省委书记、党组书记。2017年12月，任黑龙江省军民融合发展委员会办公室副主任（正厅长级）。